# Johnatan Opoku
Johnatan Opoku Agyemang (* 18. dubna 1990, Zutphen, Nizozemsko) je nizozemský fotbalový záložník z ghanskými kořeny, který od roku 2013 hraje v klubu FC Oss.

## Klubová kariéra
V profesionálním fotbale debutoval v sezóně 2011/12 v dresu SC Veendam. V létě 2013 se dohodl na smlouvě s klubem FC Oss hrajícím nizozemskou druhou ligu Eerste Divisie.